# El Molar (Tarragona)

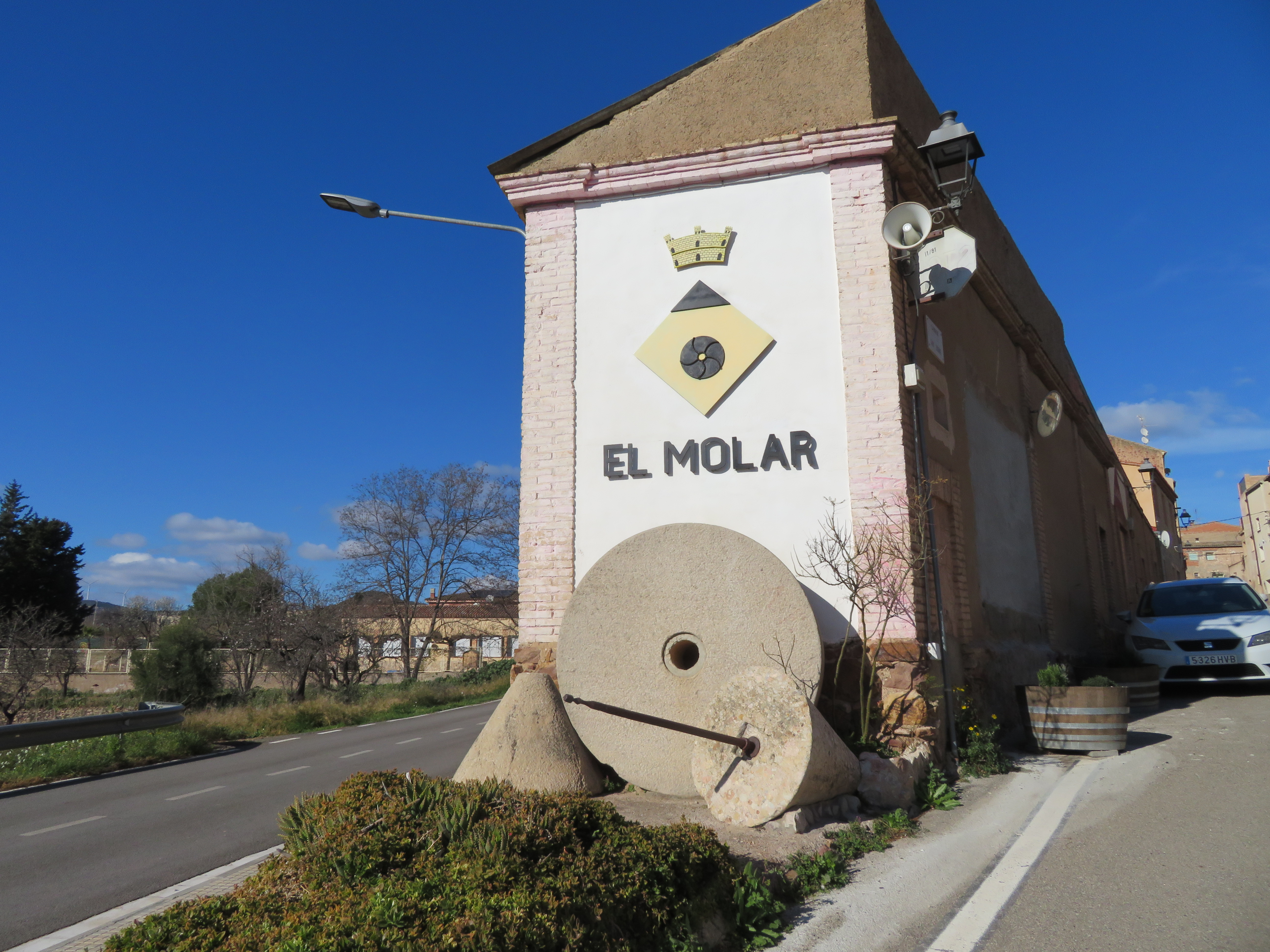
El Molar

El Molar è un comune spagnolo di 294 abitanti situato nella comunità autonoma della Catalogna.